# Gazette de Québec
Fondé par William Brown (1737-1789) et Thomas Gilmore le 21 juin 1764, The Quebec Gazette/La Gazette de Québec est le premier journal publié en Amérique du Nord. Après la mort de Brown en 1789, La Gazette de Québec sera imprimée par les Neilson jusqu'en 1849. Elle fusionne par la suite avec d'autres journaux et est aujourd'hui connue sous le nom de Quebec Chronicle-Telegraph.

## Les fondateurs: William Brown et Thomas Gilmore
Né en Écosse, William Brown immigre dans la colonie de Virginie. Il apprend ensuite le métier d'imprimeur à Philadelphie et œuvre pour William Dunlop. En 1763, Brown propose à Thomas Gilmore, l'un de ses anciens confrères à Philadelphie, de fonder une imprimerie et un journal à Québec, nouvellement cédée à l'Angleterre. L'affaire est financée par un prêt de William Dunlop, qui est en outre parent de Benjamin Franklin. Brown et Gilmore signent un contrat d'association le 5 août 1763. Brown arrive à Québec le 30 septembre suivant alors que son associé, Gilmore, se rend en Angleterre pour se procurer l'équipement nécessaire, dont des caractères d'imprimerie auprès du fondeur William Caslon père ainsi que du papier, de l'encre et une presse auprès de Kendrick Peck.

Dans le prospectus de création du journal, les deux associés précisent que:  
Nous [le] considérons comme le Moyen le plus efficace à faire réussir une entière Connaissance de la Langue Angloise et Françoise parmi ces deux Nations, qui à présent se sont jointes heureusement dans cette partie du Monde [...] de se communiquer leurs sentiments comme des Frères [...] Ou comme un Moyen de les mener à la Connaissance de ce qui se passe chez les Nations différentes et les plus éloignées. 
Il mentionne en outre que les directeurs du journal « n’auron[t] rien tant à cœur, que le soutien de la vérité, de la morale, et de la cause noble de la liberté ». Brown parvient à aller chercher 143 souscriptions pour mettre sur pied le journal. Gilmore arrive à Québec le 7 juin 1764. La première édition de La Gazette de Québec/The Quebec Gazette est imprimée dans leur imprimerie située sur la rue Saint-Louis le 21 juin 1764. Le journal est bilingue. Il comprend quatre pages séparées en deux colonnes : la page de gauche contient le texte original en anglais et celle de droite présente une traduction en français. En 1764, le journal est tiré à 150 exemplaires. Il peut compter également sur une allocation annuelle de 50 livres de l'administration coloniale (qui passe à 100 livres en 1769), de même que sur les revenus publicitaires.
À ce moment, la première moitié de cet hebdomadaire était consacrée à des copies bilingue de nouvelles européennes ou des colonies américaines et la seconde à de la publicité. En juin 1764, Brown et Gilmore annoncent que durant l’hiver, alors que les communications avec l'Europe sont plus difficiles, ils en profiteront pour publier « des pièces originalles en vers et en prose qui plairont à l’imagination en même temps qu’elles instruiront le jugement ».
La publication de La Gazette est suspendue momentanément du 31 octobre 1765 au 29 mai 1766 à la suite de l'adoption de la loi du Timbre à Londres, qui entraîne de nombreuses contraintes financières pour les commerçants coloniaux.
Brown et Gilmore se lancent également dans l’édition en 1765. Parmi les premiers imprimés de la Province figurent ainsi une brochure bilingue, Presentments to the Grand Jury de James Johnston et Le catéchisme du diocèse de Sens de Mgr Jean-Joseph Languet de Gergy (1765).
Après le décès de Gilmore en 1773, sa veuve, Mary Lilicoe, souhaite demeurer active dans l'association. Mais, à la suite de conflits, elle est finalement dissolue le 28 janvier 1774. Brown agit maintenant à titre de seul propriétaire de l’imprimerie.
Brown rapporte les dépêches en provenance de Londres et des Treize Colonies chaque semaine mais il insiste beaucoup sur les victoires et rapporte les défaites avec beaucoup de retard. Par exemple l'armée britannique de Burgoyne a été défaite en octobre 1777 à Saratoga mais la défaite n'a été rapportée par le journal que le 11 juin 1778 avec les conventions conclues pour la reddition des prisonniers qui n'ont pas été respectées. Les rumeurs et les fausses nouvelles étaient nombreuses. La parution du journal est par ailleurs suspendue pendant l'invasion américaine, soit du 30 novembre 1775 au 14 mars 1776, et du 21 mars au 8 août 1776. Toutes les campagnes terrestres et les batailles navales sont commentées en détail.
En 1779, grande nouveauté à l'imprimerie: une « presse d'estampe complète ». Brown annonce à « ceux qui ont des planches de leurs armes ou d'autres choses, pourront les avoir estampées proprement à ladite imprimerie ». À la librairie, Brown vend des papiers de toutes sortes, ainsi que des plumes, des encres, des cires à cacheter, des écritoires ou encore des crayons.
Brown publie aussi un peu plus de 250 imprimés. Parmi les publications importantes qui sortent de ses presses figurent le texte de l’Acte de Québec (1774), quatre ouvrages juridiques de François-Joseph Cugnet (1775), les Ordonnances fuites et passées par le gouverneur et le Conseil législatif de la province de Québec (1777) ainsi que des almanachs de Québec à partir de 1780.
L'imprimerie déménage à quelques reprises durant cette période. Elle demeure sur la rue Saint-Louis jusqu’en mai 1765, puis elle est située sur la rue du Parloir, derrière l'évêché, jusqu’en janvier 1774, ensuite sur la rue de Buade, puis enfin dans un édifice de la côte de la Montagne.
Brown fait entrer son neveu, Samuel Neilson, comme apprenti typographe dans son atelier en 1785. Le fondateur décède le 22 mars 1789.

## L'ère des Neilson

### Samuel Neilson (1771-1793)
Après la mort de Brown, Samuel Neilson (1771-1793) devient propriétaire d'un important commerce qui comprend une imprimerie, de l'hebdomadaire La Gazette de Québec/The Quebec Gazette, une papeterie et un atelier de reliure. Comble de malheur, un incendie survient le 25 décembre de la même année. Le nouveau propriétaire ne ménage pas les marques de gratitude envers ceux qui l'ont aidé à traverser cette dure épreuve:  
Les efforts que l'on a faits en cette occasion ont sauvé l'imprimerie; car tandis que les deux maisons de chaque côté ont été consumées, une grande partie de mes matériaux d'imprimerie, et de mes effets, ont été transportés dans des lieux de sûreté d'où je les ai reçus depuis. 
L'imprimeur William Moore lui offre même d'imprimer le journal pour lui, le temps qu'il remette ses presses en activité. Il n'en aura finalement pas besoin puisque dès le 31 décembre, Samuel Neilson est en mesure de reprendre l'impression de La Gazette.
Le gouvernement continue d'y faire paraître ses avis. Les nouvelles européennes, notamment celles qui ont trait aux événements entourant la Révolution française, s'y retrouvent abondamment. Enfin, Samuel a tôt fait de réserver davantage d’espace de son journal aux nouvelles et aux essais. On y trouve donc les premières œuvres littéraires de la colonie.
En 1792, le journal compte maintenant 475 souscripteurs. Cette année-là, l'imprimeur Neilson fonde le Quebec Magazine/Le Magasin de Québec. Également bilingue et premier périodique illustré au Bas-Canada, il propose de l'information locale en plus de rubriques sur l'histoire, la poésie, l'hygiène ou encore l'agriculture. Un ministre de l'Église presbytérienne, Alexander Spark, le seconde dans cette aventure.

Le contexte politique dans la colonie bas-canadienne est alors en effervescence à la suite de l'adoption de l'Acte constitutionnel en 1791 qui accorde des institutions parlementaires. Samuel en profite pour ouvrir les pages du journal aux lettres des lecteurs. Le 24 mai, on reproduit même une Chanson sur les élections d'un auteur anonyme:  
Pour être Elus, 
Que de cabales de brigues, 
Pour être Elus;  
Mais que je vois de gens déçus, 
C'est bien en vain qu'il se fatiguent, 
par tant d'inutiles intringues, 

pour être Elus [...]. 
Durant cette période, il n'est pas rare de voir un supplément de quelques pages s'ajouter aux quatre pages habituelles de l'hebdomadaire. Les premières élections de l'histoire de la colonie bas-canadienne ayant lieu en 1792, Samuel Neilson imprime en outre plusieurs prospectus électoraux, dont ceux des candidats William Grant, Michel-Amable Berthelot d'Artigny, Pierre-Amable de Bonne ou encore Pierre-Louis Panet.
Samuel Neilson décède l'année suivante. Cela marque la fin du Quebec Magazine/Le Magasin de Québec, qui cesse de paraître en 1794.

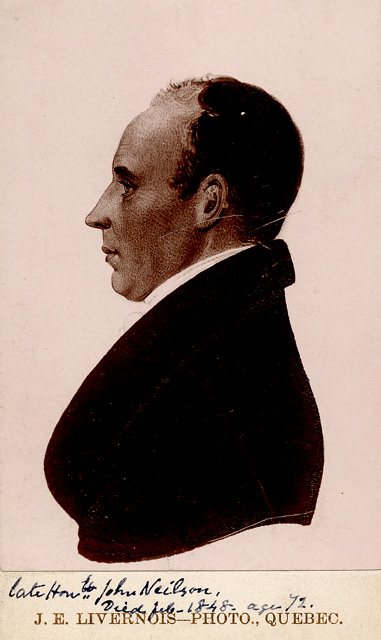
John Neilson est propriétaire de la Gazette après la mort de Samuel.

### John Neilson (1776-1848)
Son frère, John Neilson (1776-1848), hérite du commerce familial. Il avait lui aussi quitté l'Écosse vers 1790-1791 pour venir aider Samuel dans l'entreprise. À peine âgé de 16 ans au moment du décès de son aîné, c'est le révérend Alexander Spark qui imprime pour le compte de John pendant quelques mois. William (1767-1859), un autre frère, arrive à son tour à Québec en 1795. Au tournant du siècle, l'imprimerie Neilson possède 4 presses et compte 7 employés.
Élu député en 1818, John cède les deux tiers de l'imprimerie-librairie, l'une des plus importantes du Bas-Canada, à son fils Samuel le 29 avril 1822. William Cowan, un ancien employé, obtient pour sa part un tiers.
Après avoir été défait aux élections de 1834, Neilson reprend le contrôle du journal, et ce jusqu'à sa mort en 1848. John publie lui-même régulièrement des textes dans La Gazette. Durant cette période, Ronald Macdonald et Robert Middleton occupent également la fonction de rédacteur à ses côtés.
Outre le journal, John imprime plusieurs manuels scolaires, dont le premier livre d'arithmétique en français et le premier de géographie. Ses presses impriment aussi le premier poème en français de la colonie (L'aréopage de Ross Cuthbert, 1803). En 1800, il conclut un partenariat secret avec Pierre-Édouard Desbarats pour le partage du marché de l'imprimerie. De 1793 à 1837, John Neilson imprime les Journaux de la Chambre d'assemblée du Bas-Canada. L'imprimerie est située au 3, côte de la Montagne.

### Samuel Neilson (1800-1837)
Samuel (1800-1837), fils de John, est le premier Neilson à œuvrer dans l'entreprise familiale à être né à Québec. Il a commencé à y travailler en 1819. À la tête des affaires à partir de 1822, le jeune Samuel doit affronter une compétition de plus en plus féroce, dont celle du journal Le Canadien d'Étienne Parent. En avril 1832, il décide que La Gazette paraîtra dorénavant trois jours par semaine en français et trois jours en anglais. L'Écossais Robert Middleton assume pour sa part de plus en plus de responsabilités à l'imprimerie et à la librairie en plus d'être rédacteur en chef de La Gazette. Il y travaille pendant 15 ans. Samuel Neilson met un terme à l'association avec Cowan en 1836. Le 31 mai 1836, Samuel, malade, remet les parts du commerce à son frère William. Il décède peu après, en 1837.

### William Neilson (1805-1895)
Agriculteur, William se retrouve à devoir diriger l'entreprise familiale en 1836. John père et fils reprennent du service au journal, en plus de Robert Middleton. Pendant la dizaine d'années qui suit, William doit gérer la décroissance de la librairie-imprimerie. Il poursuit malgré tout la publication de La Gazette, qui ne sera plus publiée qu'en anglais à partir de novembre 1842. William sort en outre des presses quelques ouvrages. Il est ainsi le premier éditeur canadien à publier, en 1847, un livre de cantique en langue autochtone, celui du père Flavien Durocher. Après le décès du patriarche en 1848, William lègue la librairie-imprimerie à son frère John pour retourner à l'agriculture.

### John Neilson (1821-1895)
À la mort, en 1848, du paternel, John fils œuvrait déjà à l'imprimerie depuis quelques années. Il demande à Robert Middleton, qui avait entre-temps fondé le Morning Chronicle, de revenir au sein de l'entreprise. Ce dernier devient ainsi associé et rédacteur de La Gazette. Le 1er mai 1849, Neilson et Middleton concluent une entente formelle à ce sujet. Or, quelque temps plus tard, John décide de retourner pour de bon à sa profession d'arpenteur. C'est la fin de la dynastie Neilson à la tête du commerce et du journal fondés par William Brown et Thomas Gilmore près d'un siècle plus tôt. Entre novembre et décembre 1850, la raison sociale change en première page de La Gazette, passant de Neilson et Middleton pour Middleton seule. En 1895, l'édifice de la côte de la Montagne est finalement acquis par Thomas Joseph Moore.

## Le journal devient leChronicle Telegraphen 1874
Middleton décède en 1874. La dernière édition de la Quebec Gazette de Middleton et Dawson paraît en octobre 1874. C'est J. J. Foote, qui possédait le Morning Chronicle, qui l'acquiert. En 1920, le journal devient le Quebec Chronicle et en 1922, il fusionne avec le seul autre journal anglophone de la ville (le Daily Telegraph) pour devenir le Chronicle-Telegraph dont le 1er numéro paraît le 2 juillet 1925. Le journal change encore de nom en 1934 pour celui Quebec Chronicle-Telegraph. Il est aujourd'hui considéré comme le plus vieux journal d'Amérique du Nord toujours en activité.
La Gazette de Québec est un journal que l'on peut qualifier de commercial et qui bénéficie de contrats du gouvernement. Ce n'est pas un journal partisan, tels que Le Canadien et The Quebec Mercury, comme la colonie bas-canadienne en verra naître au XIXe siècle.